# Лужецкий, Станислав Кароль
Станислав Кароль Лужецкий (? — 18 сентября 1686) — государственный и военный деятель Речи Посполитой, каштелян подляшский (с 1670 года), воевода подольский (1683—1686). Участник войн Речи Посполитой против восставших правобережных казаков, Османской империи и Крымского ханства.

## Биография
Представитель польского дворянского рода Лужецких герба «Любич». Сын Войцеха Лужецкого и Марианны Оборской.
В 1660 году Станислав Кароль Лужецкий был назначен ротмистром казацкой хоругви, в 1667 году был избран послом на сейм. Находился в хороших отношениях с гетманом польным коронным, князем Дмитрием-Ежи Вишневецким. В 1670 году польский король Михаил Корибут Вишневецкий назначил его каштеляном подляшским. 21 октября 1671 года участвовал в битве с правобережными казаками под Кальником, 27 октября того же года вручил знаки гетманской власти польскому ставленнику Михаилу Ханенко.
В июле 1672 года Станислав Лужецкий, командуя польским контингентом, вместе с казацкими полками М. Ханенко разбил в битве под Четвертиновкой казацкие полки под предводительством Перебийноса, а в бою под Ладыжином (18 июля 1672) понес значительные потери от казацкого войска Петра Дорошенко. В 1673 году принимал участие в битве с турками-османами под Хотином.
В 1673-1674 годах С. К. Лужецкий находился в войске Яна Потоцкого во время осады Каменца-Подольского. В 1683 году участвовал в действиях литовской армии в Венгрии. В том же 1683 году Станислав Кароль Лужецкий был назначен воеводой подольским.
В 1686 году Станислав Кароль Лужецкий принял участие в походе польской армии под командованием короля Яна Собеского на Молдавское княжество. Во время похода принимал в Яссах присягу от молдавских бояр. 18 сентября 1686 года был отправлен против крымских татар и погиб в битве под Гауром.
Владелец ряда имений в Подляшском воеводстве: Лужки, Рогов и Соколовский ключ.